# Motan (ort i Kina, Sichuan Sheng, lat 32,16, long 106,05)
Motan (kinesiska: 磨滩) är en ort i Kina. Den ligger i provinsen Sichuan, i den sydvästra delen av landet, omkring 250 kilometer nordost om provinshuvudstaden Chengdu. Antalet invånare är 6 618. Befolkningen består av 3 255 kvinnor och 3 363 män. Barn under 15 år utgör 17,0 %, vuxna 15-64 år 67 %, och äldre över 65 år 14,0 %.
Runt Motan är det tätbefolkat, med 343 invånare per kvadratkilometer. Närmaste större samhälle är Jiachuan, 16,2 km öster om Motan. I omgivningarna runt Motan växer i huvudsak blandskog.
Genomsnittlig årsnederbörd är 1 312 millimeter. Den regnigaste månaden är juli, med i genomsnitt 346 mm nederbörd, och den torraste är december, med 2 mm nederbörd.